# A Certain Scientific Accelerator
A Certain Scientific Accelerator (とある科学の一方通行?, To aru kagaku no Akuserarēta), o To aru majutsu no index Side-Story: To aru kagaku no Accelerator (とある魔術の禁書目録外伝 とある科学の一方通行?, To aru majutsu no index Gaiden: To aru kagaku no Accelerator) è una serie manga scritta da Kazuma Kamachi e disegnata da Arata Yamaji. Si tratta di uno spin-off della serie di light novel A Certain Magical Index di Kamachi. Una serie televisiva anime basata sul fumetto originale e prodotta dallo studio J.C.Staff è stata trasmessa in Giappone dal 12 luglio al 27 settembre 2019 su AT-X.

## Trama
Dopo aver salvato Last Order a scapito di gran parte del suo potere, Accelerator si ritrova coinvolto in un nuovo conflitto legato a una sinistra organizzazione chiamata Disciplinary Action che trama di usare Last Order per una missione pericolosa. Il gruppo di antagonisti ha già messo in moto il loro piano e sono alla ricerca della bambina, così spetta all'ESPer più potente del mondo e alla sua nuova compagna di avventure, Esther Rosenthal, proteggere Last Order e difendere la Città-Studio.

## Personaggi
Accelerator (一方通行?, Akuserarēta)
Doppiato da: Nobuhiko Okamoto
Il protagonista della serie. È un antieroe che dopo aver deciso di abbandonare il progetto per diventare un ESPer di livello 6 uccidendo le Sisters di Mikoto, ha deciso di proteggere Last Order. Tuttavia nel corso delle sue avventure è stato ferito quasi a morte dallo scienziato Amai Ao, il quale gli ha sparato con una pistola colpendolo alla testa, facendogli perdere gran parte dei suoi poteri e la capacità di poterli usare a suo piacimento. Così Accelerator venne portato in ospedale e per compensare al problema, gli fu installato un sistema di elettrodi al collo, il quale gli permette di recuperare parte delle sue facoltà appoggiandosi al Misaka Network, ma per il suo funzionamento è necessaria una batteria ricaricabile. Le sue capacità sono quelle di riflettere o controllare qualsiasi vettore che tocca, compresi anche il movimento, il calore, l'elettricità e il vento. Nel corso della serie sarà impegnato ad affrontare la DA che vuole portare via Last Order per un oscuro esperimento.
Last Order (ラストオーダー?, Rasuto Ōdā)
Doppiata da: Rina Hidaka
Originariamente apparteneva al progetto per il raggiungimento del livello 6 insieme alle altre 20.000 Sisters, dove lei ne rappresenta l'ultimo prodotto. Funge da fulcro del Misaka Network, dal quale passa ogni informazione e dato che riescono ad ottenere. Dopo essere stata salvata da Accelerator da un letale virus, cerca sempre di stare in sua compagnia, benché il ragazzo non voglia dimostrare di esserci affezionato.
Esther Rosenthal (エステル＝ローゼンタール?, Esuteru Rōzentāru)
Doppiata da: Yurika Kubo
Ragazza negromante che appare per la prima volta mentre viene inseguita dall'associazione malvagia della DA. Poco dopo l'inizio della storia chiederà aiuto ad Accelerator per fronteggiare l'organizzazione che vuole sfruttare il potere di Last Order.
Huotou (禍斗?, Kato)
Doppiata da: Sayumi Watabe
Originariamente era una studentessa di nome Hitokawa Hasami (人皮 挟美?, Hitokawa Hasami) che frequentava il primo anno di liceo alla scuola Ninoude; era di livello 2 e faceva uso della pirocinesi. Pensando di essere un peso per la sua famiglia, ha pensato di suicidarsi, ma è stata salvata dall'Anti-Skill. In seguito, viene coinvolta in un particolare incidente legato alla DA e perde la vita. Successivamente torna tra i vivi tramite i poteri da negromante di Esther che infonde nel suo corpo l'anima artificiale di Houtou che deciderà di aiutarla nella sua missione.
Misaka 19090 (ミサカ19090号?, Misaka 19090-gō)
Doppiata da: Nozomi Sasaki
Misaka 19090 è una delle produzioni originali delle Sisters, e proprio come quest'ultime, venne creata affinché Accelerator raggiungesse il livello 6. Tuttavia gli esperimenti furono annullati quando il ragazzo venne sconfitto da Tōma. Nel corso della serie verrà rapita al posto di Last Order per essere sfruttata in un esperimento ma quando verrà liberata deciderà di offrire supporto agli altri protagonisti.
Mikihiko Hishigata (菱形幹比古?, Mikihiko Hishigata)
Doppiato da: Ryōta Ōsaka
Un ricercatore affiliato alla scuola superiore Seiin. Faceva parte del Produce, un esperimento che mirava a localizzare l'origine delle abilità ESPer nel corpo di una persona, e ha incontrato Esther mentre supervisionava il progetto.
Hirumi Hishigata (菱形 蛭魅?, Hishigata Hirumi)
Doppiata da: Ayumi Mano
Una studentessa della scuola superiore Seiin e sorella minore di Mikihiko. Ha collaborato alla ricerca di suo fratello come soggetto di prova e ha stretto amicizia con Esther. Ha perso la vita in un incidente durante il lavoro di ricerca.

## Media

### Manga
Il manga è scritto da Kazuma Kamachi e disegnato da Arata Yamaji, con il design dei personaggi curato da Yamaji e dall'illustratore della light novel A Certain Magical Index Kiyotaka Haimura. La serie è stata lanciata sul numero di febbraio 2014 della rivista per manga shōnen Dengeki Daioh di ASCII Media Works, uscito il 27 dicembre 2013. La sua conclusione è avvenuta sul numero di settembre 2020, uscito il 27 luglio 2020. Un'edizione in lingua inglese pubblicata nel Nord America è edita dalla casa editrice Seven Seas Entertainment.
Teto Tachitsu ha serializzato un manga spin-off yonkoma intitolato To aru idol no Accelerator-sama (とある偶像の一方通行さま?) sul periodico Dengeki Daioh dal 27 ottobre 2015 al 27 novembre 2018. I capitoli sono stati raccolti in quattro volumi tankōbon editi da ASCII Media Works.

#### A Certain Scientific Accelerator
| 1  | 26 luglio 2014            | ISBN 978-4-04-866702-9 |
| 1  | Capitoli - Capitoli 1-3   |                        |
| 2  | 27 novembre 2014          | ISBN 978-4-04-866988-7 |
| 2  | Capitoli - Capitoli 4-8   |                        |
| 3  | 27 aprile 2015            | ISBN 978-4-04-866988-7 |
| 3  | Capitoli - Capitoli 9-13  |                        |
| 4  | 27 ottobre 2015           | ISBN 978-4-04-865430-2 |
| 4  | Capitoli - Capitoli 14-18 |                        |
| 5  | 27 maggio 2016            | ISBN 978-4-04-892121-3 |
| 5  | Capitoli - Capitoli 19-24 |                        |
| 6  | 26 novembre 2016          | ISBN 978-4-04-892430-6 |
| 6  | Capitoli - Capitoli 25-30 |                        |
| 7  | 26 agosto 2017            | ISBN 978-4-04-892917-2 |
| 7  | Capitoli - Capitoli 31-37 |                        |
| 8  | 24 marzo 2018             | ISBN 978-4-04-893719-1 |
| 8  | Capitoli - Capitoli 38-43 |                        |
| 9  | 11 ottobre 2018           | ISBN 978-4-04-912054-7 |
| 9  | Capitoli - Capitoli 44-48 |                        |
| 10 | 26 giugno 2019            | ISBN 978-4-04-912586-3 |
| 10 | Capitoli - Capitoli 49-52 |                        |
| 11 | 26 marzo 2020             | ISBN 978-4-04-913114-7 |
| 11 | Capitoli - Capitoli 53-58 |                        |
| 12 | 27 agosto 2020            | ISBN 978-4-04-913394-3 |
| 12 | Capitoli - Capitoli 59-63 |                        |

#### To aru idol no Accelerator-sama
| 1 | 26 novembre 2016          | ISBN 978-4-04-892363-7 |
| 1 | Capitoli - Capitoli 1-10  |                        |
| 2 | 26 agosto 2017            | ISBN 978-4-04-892916-5 |
| 2 | Capitoli - Capitoli 11-19 |                        |
| 3 | 24 agosto 2018            | ISBN 978-4-04-893715-3 |
| 3 | Capitoli - Capitoli 20-29 |                        |
| 4 | 25 dicembre 2018          | ISBN 978-4-04-912240-4 |
| 4 | Capitoli - Capitoli 30-39 |                        |

### Anime

Accelerator e Last Order nella sigla iniziale

Durante un evento tenutosi il 1º ottobre 2017, l'editor della serie A Certain Magical Index Kazuma Miki rivelò che il "To aru Project 2018", includente la produzione di una terza stagione per la serie anime di Index, "non avrebbe riguardato soltanto Index". Il 7 ottobre 2018, durante il "Dengeki Bunko 25th Anniversary Fall Dengeki Festival", è stata annunciata la produzione di una serie televisiva animata ispirata al manga A Certain Scientific Accelerator La serie, composta da 12 episodi, è stata diretta da Nobuharu Kamanaka presso lo studio J.C.Staff che ha curato le animazioni ed è trasmessa in Giappone su AT-X dal 12 luglio al 27 settembre 2019. Come sigla di apertura è stato usato il brano Shadow is the Light di The Sixth Lie, mentre come tema di chiusura è stata usata la canzone Parole di sajou no hana. Funimation ha licenziato l'anime per distribuire un doppiaggio in inglese parallelamente alla trasmissione originale, mentre la piattaforma streaming Crunchyroll ha reso disponibile la serie in simulcast in tutto il mondo ad eccezione dell'Asia anche coi sottotitoli in italiano.

#### Episodi
| Nº      | Titolo italiano Giapponese 「Kanji」 - Rōmaji | In onda           | In onda |
| Nº      | Titolo italiano Giapponese 「Kanji」 - Rōmaji | Giapponese        |         |
| 1       | Accelerator - L'ESPer più forte della Città-Studio 「学園都市最強能力者」 - Akuserarēta | 12 luglio 2019    |         |
| 1       | Ancora in ospedale per riprendersi dalla ferita subita mentre proteggeva Last Order da Amai Ao, Accelerator deve affrontare una squadra di ESPper che fanno irruzione sul luogo con l'intenzione di ucciderlo. Poco dopo uno dei membri ruba un sacchetto che Last Order voleva consegnare al suo amico, e così tutta la squadra di ESPer fugge via ma Accelerator riesce a trovarli e sgominarli, facendosi ridare quanto gli spettava. |                   |         |
| 2       | Necromancer - Necromante 「死霊術師」 - Nekuromansā | 19 luglio 2019    |         |
| 2       | L'episodio si apre con Hitokawa Hasami, una ragazza che tenta il suicidio buttandosi giù da un ponte per sfuggire ai numerosi problemi che aveva già riscontrato nella sua giovane vita, tuttavia con sua grande sorpresa si risveglia su una barella all'interno di un furgone dove tre membri dell'Anti-Skill decidono di ucciderla per divertimento ritenendola un fallimento su tutta la linea. Successivamente Esther Rosenthal, una giovane negromante, viene inseguita da altri soldati dell'Anti-Skill mentre fugge all'interno dell'ospedale. Riesce ad accedere alla stanza di Accelerator e tenta di chiedergli aiuto per una questione molto importante ma non fa in tempo in quanto i suoi nemici riescono a colpirla con delle scariche elettriche facendola svenire. I soldati informano il presente di aver catturato una criminale grazie al suo aiuto ma il ragazzo non li degna di nessuna attenzione e persevera a rilassarsi, così gli uomini armati se ne vanno portando via Esther, ma in realtà Accelerator, che non è in grado di sentire nulla senza le sue batterie, si accorge comunque che qualcosa non quadrava. Così sistema il dispositivo che ha al collo e scende nel parcheggio dell'ospedale perché ha notato dei movimenti anomali. Qui trova alcuni membri dell'Anti-Skill che si comportano in modo sospetto quindi decide di attaccarli e scopre che in realtà sono alcuni sicari della DA (Disciplinary Action), ovvero un gruppo di persone che ha a cuore una giustizia corrotta. Quest'ultimi vengono messi con le spalle al muro e si fanno aiutare da un robot molto potente che però non impensierisce Accelerator che lo distrugge abbastanza facilmente, tuttavia rimane inorridito dalla presenza del cadavere di Hasami all'interno della capsula di pilotaggio. A tarda sera, Esther riesce finalmente a parlare con Accelerator e chiedergli il suo aiuto, spiegandogli che una malvagia organizzazione aveva messo gli occhi su Last Order; nonostante il ragazzo sia un po' riluttante, alla fine accetta. di collaborare. |                   |         |
| 3       | Numbers - Il sigillo delle quattro bestie malefiche 「四凶の符」 - Nanbāzu | 26 luglio 2019    |         |
| 3       | Accelerator fornisce rifugio a Esther mentre indagano ulteriormente sulla DA, ovvero l'organizzazione che vuole usare il potere per il proprio tornaconto. Successivamente il dottor Heaven Canceller informa i due di aver eseguito un'autopsia sul corpo di Hasami, affermando che aveva trovato qualcosa che andava oltre le sue capacità. L'uomo porge un sacchetto di quello che aveva trovato nella bocca della deceduta e poi si reca a svolgere un'altra visita, intanto Esther riconosce che quello che aveva rinvenuto era un talismano spirituale di basso livello e si reca assieme ad Accelerator presso l'obitorio. Una volta arrivati, Esther cerca di far rivivere Hasami inserendo un'anima artificiale chiamata Huotou nel suo corpo, la quale avrebbe potuto aiutarli nelle loro ricerca di informazioni sulla DA. Tuttavia, prima che il processo sia completato, entrano due soldati della DA con l'intenzione di portare via il corpo ma vengono prontamente fermati da Accelerator. |                   |         |
| 4       | Third Number - Anima artificiale • Huotou 「擬似魂魄・禍斗」 - Sādo Nanbā | 2 agosto 2019     |         |
| 4       | Huotou riesce a risvegliarsi all'interno del corpo di Hasami e aiuta Accelerator a sconfiggere i due nemici. Successivamente la DA decide di rivoltarsi contro l'Alto Consiglio della Città-Studio, che in risposta invia le "Scavengers", una squadra di quattro giovani assassine pronte a sbarazzarsi di loro. |                   |         |
| 5       | DA - L'oscurità delle guardie 「警備員の闇」 - DA | 9 agosto 2019     |         |
| 5       | L'Anti-Skill attacca il nascondiglio della DA e la loro battaglia diventa ancora più sanguinosa con l'apparizione delle Scavengers che sembrano inarrestabili. |                   |         |
| 6       | Scavenger - L'unità mangia-cadaveri 「屍喰部隊」 - Sukabenjā | 16 agosto 2019    |         |
| 6       | Dopo la battaglia, le Scavengers attaccano Esther con l'intento di rapire l'unità Misaka che sta proteggendo, fino a quando non arriva Accelerator ad aiutarla. Alla fine questi riesce a sbaragliare tutte e quattro le assassine con estrema facilità ma senza ucciderle. |                   |         |
| 7       | Download - Limite di tempo 「制限時間」 - Daunrōdo | 23 agosto 2019    |         |
| 7       | Subito dopo aver salvato l'unità Misaka dalle Scavengers, questa viene rapita da tre potenti mech che prendono il volo, così Accelerator parte al loro inseguimento. Si scopre presto che i robot vengono controllati da un giovane scienziato di nome Hishigata che vuole usare la ragazza per uno scopo preciso e ben calcolato, ovvero quello di far passare sua sorella Hirumi al tanto agognato livello 6. |                   |         |
| 8       | Friend - Hirumi 「蛭魅」 - Furendo | 30 agosto 2019    |         |
| 8       | La scena si sposta su un lungo flashback ambientato un po' di tempo prima dell'inizio della serie. Hishigata entra in contatto con la negromante Esther per aiutare la sua sorellina Hirumi a raggiungere il fantomatico livello 6. Hirumi e Esther fanno presto amicizia ma il rapporto non dura molto perché la prima ha sempre nascosto le sue reali condizioni di salute al fratello, le quali non sono molto positive. Con il poco tempo rimastogli per vivere, Hirumi decide di suicidarsi in un'enorme vasca con l'intento di aiutare il fratello nel compimento del suo esperimento. Così il suo corpo viene spostato inserito in un particolare macchinario ed Esther cerca di ridare vita alla ragazza trasferendo l'anima artificiale di Taowu al suo interno ma si accorge presto che la sua amica non è più la stessa. |                   |         |
| 9       | Memory of Death - 10031 morti 「10031回の死」 - Memorī obu Desu | 6 settembre 2019  |         |
| 9       | Il piano di Hishigata si avvicina sempre più alla sua realizzazione ma Esther vuole fermarlo a tutti i costi, così carica un pugnale con i propri poteri e cerca di uccidere Hirumi che si sta preparando a passare al livello 6. Tuttavia, poco prima che Esther riesca nel suo intento, Hishigata le si para dinanzi facendo da scudo alla sorella e viene pugnalato al suo posto, permettendo così a Hirumi di completare il suo processo di evoluzione con tutta calma. Il giovane scienziato è gravemente ferito e afferma che nel giro di qualche ora morirà, tuttavia si rivela felice di poter finalmente ammirare la fase finale del suo esperimento. Intanto Accelerator tarda ad arrivare perché è impegnato ad affrontare i tre mech mandati da Hishigata. |                   |         |
| 10      | Catastrophe - Risveglio 「目覚め」 - Katasutorofu | 13 settembre 2019 |         |
| 10      | Completata la sua installazione, l'essere che si fa chiamare "Hirumi" si risveglia e fa crescere un enorme corpo grottesco che invade velocemente l'intera zona. Così Esther le chiede delle spiegazioni riguardo alle sue azioni, e la falsa "Hirumi" le rivela il vero legame che c'era fra di loro. L'essere che aveva dinanzi aveva l'aspetto della sua amica ma l'anima di Taowu in realtà nascondeva al suo interno quella di un suo antenato chiamato Isaac, il quale fin dai tempi antichi faceva un uso spietato della negromanzia e perciò era noto con il soprannome di "demone". Così Isaac/Hirumi sostiene che un negromante porta la morte ovunque vada e anche Esther non faceva eccezione; con queste parole cerca di far perdere la speranza alla ragazza e poi si prepara a creare il suo corpo perfetto all'esterno del laboratorio, il golem. |                   |         |
| 11      | Perfect Golem - Il corpo perfetto 「完全体」 - Pāfekuto Goremu | 20 settembre 2019 |         |
| 11      | Il piano di Isaac, che prevede la creazione di un corpo paragonabile a quello di un dio, sembra quasi completo, ma si accorge che gli manca ancora qualche elemento di cui non è ancora a conoscenza. Nel frattempo Accelerator, Esther e gli altri decidono di fare irruzione nel suo enorme corpo per fermarlo una volta per tutte ma vengono inaspettatamente aiutati da Hishigata, che nonostante sia prossimo alla morte, offre di guidarli verso il nucleo del mostro, in modo da poter finalmente dare pace all'anima di sua sorella. Isaac invece comincia ad uccidere e assorbire i soldati della DA ed alcuni dell'Anti-Skill per potenziarsi, dopodiché invia delle copie zombie delle persone che ha appena sterminato contro Accelerator e i suoi compagni ma i nemici vengono comunque sconfitti. |                   |         |
| 12      | Qualcosa da proteggere 「まもるべきもの」 - Mamoru beki mono | 27 settembre 2019 |         |
| 12      | Il corpo golem di Isaac diventa sempre più forte, nel mentre Accelerator e gli altri si avvicinano sempre di più a lui per tentare di sconfiggerlo definitivamente. Il nemico però sembra perdere parte della sua lucidità mentale a causa dell'influenza delle anime che ha inglobato in precedenza ma in tutti i casi il suo potere rimane comunque devastante. Dopo una furiosa battaglia, il nemico viene progressivamente indebolito sia da Accelerator in combinazione con Hishigata e l'unità Misaka che hanno sabotato il macchinario che teneva originariamente il corpo di Hirumi. Così Esther riesce finalmente ad avvicinarsi ad Isaac e sferra il suo attacco finale con il pugnale magico grazie all'aiuto di Huotou e dell'unità Misaka. L'anima di Isaac viene distrutta e per pochi istanti fa ritorno la vera Hirumi che ringrazia Esther per tutto ciò che aveva fatto per lei, dopodiché si dissolve; pochi istanti dopo il fratello Hishigata segue una sorte simile e si accascia a terra per inalare l'ultimo respiro con un sorriso sulle labbra, felice del fatto che sua sorella abbia finalmente trovato la pace. Nonostante tutte queste peripezie, il corpo di Isaac è rimasto dov'era prima e la cosa non si rivela un bene in quanto ha incanalato una quantità di energia impressionante che verrà rilasciata a breve e che distruggerà tutta la città, perciò Accelerator interviene e compie un ultimo sforzo, spedendo l'energia fuori dalla Terra. Dopo la battaglia, Accelerator è tornato in ospedale per le ferite subite che però non sembrano troppo gravi mentre Esther decide di riprendersi l'anima di Huotou che aveva inserito all'interno di Hitokawa Hasami per consentire al corpo di riposare in pace. La negromante fa poi visita ad Accelerator ringraziandolo per il suo enorme aiuto e poi se ne va altrove affermando che avrebbe trovato la strada laddove splende il sole. Da quegli eventi trascorre un po' di tempo ed Accelerator si trova a sorseggiare del caffè nero su una torre dove viene però attaccato da alcuni droni che vogliono una valigia di enormi dimensioni caduta a poca distanza del ragazzo, così questi distrugge i velivoli e nota però che dall'oggetto è spuntata fuori una ragazza addormentata che rischia di cadere giù dal luogo in cui si trovano. L'episodio si conclude con un cliffhanger dove il protagonista afferma che nella vita non ci si annoia mai. |                   |         |
| Special | 「飛び出せ一方さん ハチャメチャ快進撃」 - Tobidase ippō-san hachamecha kaishingeki – "Salta fuori, sorellona, incasinata" | 30 ottobre 2019   |         |
| Special | Episodio parodistico dove Accelerator parla della sua vita di tutti i giorni e del cibo che gli piace in maniera esagerata e ironica. |                   |         |